# Centre d'Estudis Cinematogràfics de Catalunya
El Centre d'Estudis Cinematogràfics de Catalunya (CECC) fue una escuela de cine ubicada en Barcelona por la que han pasado directores como Alejandra Márquez Abella, Roberto Castón, Lonan Garcia, Adán Aliaga, Santiago A. Zannou, Marcelo Bukin, Jaume Balagueró, Salva Martos Cortés o Patricia Roda, entre otros. Su actividad docente se centraba en la formación de directores de cine, guionistas, directores de fotografía y operadores de cámara, directores de arte, montadores, técnicos de sonido y actores.

## Historia
Fundada en 1985 por Héctor Fáver, inicialmente, la escuela vino a llenar un vacío en materia de enseñanza del cine en Cataluña. Constituida desde la iniciativa privada, por su misma vinculación a la producción cinematográfica profesional, el Centre d’Estudis Cinematogràfics de Catalunya se ha constituido gradualmente quizás como una de las escuelas de cine de más repercusión de Europa. El cineasta Isaki Lacuesta (Gerona, 1975), director de Los condenados, releva a partir del 2010 a Héctor Faver al frente de la escuela. Isaki Lacuesta, galardonado con el Premio Disfruté a la mejor película en lengua no catalana por Los condenados y coguionista de Garbo, el hombre que salvó el mundo, ganador del Goya al mejor documental, centra ahora su tarea en ampliar la oferta académica, explorar nuevos formatos y reforzar los vínculos entre escuela e industria. Faver deja la dirección y pasa a la presidencia del centro, a través de Grupo Cine Arte, la productora asociada a la escuela destinada a la producción de largometrajes y cortos de alumnos y profesores del centro.
La escuela cerró en enero de 2013 debido a problemas económicos, mandando a todo su alumnado a la escuela de cine ECIB por un convenio para que estos pudieran terminar su estudios.

## Programas de estudio
El CECC contaba con un plan de estudios que cubría las especialidades de Dirección Cinematográfica (3 años), Dirección de Fotografía (3 años) y operador de cámara (3 años), Montaje y Sonido (3 años), Interpretación (1 años), Seminarios, talleres y másteres (duración variable).

## Producción Cinematográfica
El Centre d'Estudis Cinematogràfics de Catalunya (CECC) contaba con su productora cinematográfica asociada, Grupo Cine Arte, con el fin de orientar y producir los proyectos cinematográficos académicos y paralelos de los alumnos.

## Filmografía
En la filmografía del Centre d'estudis cinematogràfics de Catalunya se cuentan casi un centenar de títulos desde La vida en joc, en 1993.

## Premios
Algunos de los premios obtenidos en festivales nacionales e internacionales son: premio al mejor cortometraje europeo en el Festival Internacional de Cine de Berlín, “Berlinale 2006”, con el cortometraje documental El cerco; premio goya al mejor cortometraje documental, con Los niños del Nepal, además de obtener dos nominaciones a los Premios Anuales de la Academia "Goya" al Mejor Cortometraje con Viernes, de Xavi Puebla (reciente ganador de dos Premios Gaudí por el largometraje Bienvenido a Farewell Gutman)  y Cara sucia, de Santiago Zannou (reciente ganador de tres Premios Goya por el largometraje  El truco del manco); premio nueva autoría de la SGAE (Sociedad General de Autores y Editores, a la mejor dirección en el Festival de Cine de Sitges 2008 al cortometraje EYJA, de Dögg Mósesdóttir. Durante dos años consecutivos (en las ediciones 2004 y 2005), ha ganado el premio al mejor corto en la sección “Encuentros de Escuelas de Cine” dentro del marco del Festival Internacional de Cine de San Sebastián con los cortometrajes Final, dirigido por José Luis Montesinos, y 2+2=5 dirigido por  Jorge Carrascosa.